# Dumpingsyndroom
Het dumpingsyndroom oftewel het postgastrectomiesyndroom is een syndroom dat ontstaat ten gevolge van versnelde maaglediging. Hierbij komt de voedselmassa onvoldoende bewerkt in de dunne darm terecht, met spijsverteringsproblemen tot gevolg.

## Oorzaken
- Chirurgische ingrepen waarbij de maag geheel of gedeeltelijk verwijderd werd, bijvoorbeeld een maagverkleining.
- Pyloroplastie, een heelkundige ingreep ter hoogte van de maagportier (pylorus), de sluitspier (sfincter) tussen maag en dunne darm, waardoor het voedsel niet meer tijdelijk door de sluitspier wordt tegengehouden.
- Maagletsels (zoals maagatrofie, gastritis) die zorgen voor een verminderde werking van de maag.
- Het syndroom van Ehlers-Danlos.

## Gevolgen
- vitamine B12-tekort
- ijzergebreksanemie (ferriprieve anemie) (bloedarmoede veroorzaakt door ijzertekort)
- veralgemeende malnutritie
- diarree
- buikkrampen
- braakneigingen
- hypoglykemie door een overvloed aan suikers in de bloedsomloop, waar het lichaam op reageert door een overdosis insuline te produceren.

## Symptomen
Vroege dumpingsymptomen treden tien minuten tot een uur na de maaltijd op. Ze kunnen variëren van vermoeidheid, veelvuldig gapen en een licht gevoel in het hoofd tot zweten, trillen, misselijkheid, een opgeblazen gevoel, diarree, hevig braken en sterk gevoel van niet-welbevinden. De aanvallen duren, afhankelijk van de hevigheid en de persoon, een half uur tot een uur.
Late dumpingklachten zijn een gevolg van hypoglykemie. Ze treden een tot drie uur na de maaltijd op. Op de voorgrond treden zweten, trillen, slapte, gestoorde concentratie, verwardheid en een hongergevoel.

## Maatregelen
De aanvallen kunnen redelijk worden voorkomen door kleine hoeveelheden te eten, verspreid over de hele dag, en om snelle suikers uit het dieet te weren omdat de snelle suikers te snel opgenomen worden in de bloedsomloop. Drinken bij vaste voeding kan het beste beperkt worden tot maximaal een glas, bij voorkeur dertig minuten voor of na de maaltijd. Goed kauwen en rustig eten is belangrijk. Melkproducten kunnen soms beter vermeden worden.  Zo nodig kan men na het eten even gaan liggen.
Eten en drinken vormt altijd een risico. Een paar slokken thee na het eten van een koekje kan soms al tot een aanval leiden. Na de aanval volgt vaak direct weer een hongergevoel.